# Virignin
Virignin és un municipi francès situat al departament de l'Ain i a la regió d'Alvèrnia-Roine-Alps. L'any 2007 tenia 762 habitants.

## Demografia

### Població
El 2007 la població de fet de Virignin era de 762 persones. Hi havia 276 famílies de les quals 69 eren unipersonals (22 homes vivint sols i 47 dones vivint soles), 87 parelles sense fills, 113 parelles amb fills i 7 famílies monoparentals amb fills.
La població ha evolucionat segons el següent gràfic:
Habitants censats

### Habitatges
El 2007 hi havia 327 habitatges, 276 eren l'habitatge principal de la família, 16 eren segones residències i 35 estaven desocupats. 282 eren cases i 44 eren apartaments. Dels 276 habitatges principals, 209 estaven ocupats pels seus propietaris, 55 estaven llogats i ocupats pels llogaters i 12 estaven cedits a títol gratuït; 2 tenien una cambra, 9 en tenien dues, 32 en tenien tres, 73 en tenien quatre i 161 en tenien cinc o més. 242 habitatges disposaven pel capbaix d'una plaça de pàrquing. A 107 habitatges hi havia un automòbil i a 154 n'hi havia dos o més.

### Piràmide de població
La piràmide de població per edats i sexe el 2009 era:
| Homes | Edats   | Dones |
| ----- | ------- | ----- |
| 0     | 95 o +  | 0     |
| 0     | 90 a 94 | 4     |
| 4     | 85 a 89 | 4     |
| 0     | 80 a 84 | 4     |
| 12    | 75 a 79 | 20    |
| 20    | 70 a 74 | 4     |
| 0     | 65 a 69 | 12    |
| 8     | 60 a 64 | 24    |
| 20    | 55 a 59 | 16    |
| 36    | 50 a 54 | 32    |
| 24    | 45 a 49 | 24    |
| 44    | 40 a 44 | 28    |
| 36    | 35 a 39 | 12    |
| 32    | 30 a 34 | 28    |
| 20    | 25 a 29 | 20    |
| 8     | 20 a 24 | 8     |
| 8     | 15 a 19 | 24    |
| 20    | 10 a 14 | 20    |
| 20    | 5 a 9   | 20    |
| 20    | 0 a 4   | 16    |

## Economia
El 2007 la població en edat de treballar era de 491 persones, 382 eren actives i 109 eren inactives. De les 382 persones actives 360 estaven ocupades (198 homes i 162 dones) i 21 estaven aturades (6 homes i 15 dones). De les 109 persones inactives 29 estaven jubilades, 35 estaven estudiant i 45 estaven classificades com a «altres inactius».

### Ingressos
El 2009 a Virignin hi havia 290 unitats fiscals que integraven 780,5 persones, la mediana anual d'ingressos fiscals per persona era de 18.524 €.

### Activitats econòmiques
Dels 41 establiments que hi havia el 2007, 3 eren d'empreses extractives, 1 d'una empresa alimentària, 5 d'empreses de fabricació d'altres productes industrials, 9 d'empreses de construcció, 14 d'empreses de comerç i reparació d'automòbils, 2 d'empreses d'hostatgeria i restauració, 1 d'una empresa financera, 2 d'empreses immobiliàries, 3 d'empreses de serveis i 1 d'una entitat de l'administració pública.
Dels 13 establiments de servei als particulars que hi havia el 2009, 2 eren tallers de reparació d'automòbils i de material agrícola, 2 fusteries, 3 lampisteries, 2 electricistes, 2 restaurants i 2 agències immobiliàries.
Dels 3 establiments comercials que hi havia el 2009, 1 era una botiga de menys de 120 m² i 2 botigues d'electrodomèstics.
L'any 2000 a Virignin hi havia 5 explotacions agrícoles.

## Equipaments sanitaris i escolars
El 2009 hi havia una escola elemental.

## Poblacions més properes
El següent diagrama mostra les poblacions més properes.